# Tom Petranoff
Tom Petranoff, född den 8 april 1958 i Illinois, är en före detta amerikansk och sydafrikansk friidrottare som tävlade i spjutkastning.
Petranoff är mest känd för att han under 1983 kastade 99,72 meter vid en tävling i USA. Det var då ett nytt världsrekord och det stod sig fram till Uwe Hohn året efter kastade 104,80 meter. Efter Hohns kast ändrades reglerna för spjutet så att det inte skulle vara möjligt att kasta lika långt. Petranoff är därmed den som kastat näst längst genom tiderna.
Förutom världsrekordet blev han silvermedaljör vid det första världsmästerskapet 1983 bara slagen av östtysken Detlef Michel. Året efter blev han bara tia vid Olympiska sommarspelen 1984 och vid VM 1987 slutade han på fjärde plats.
Han bytte nationalitet till Sydafrikan och representerade sitt nya hemland vid VM 1993 där han blev utslagen i kvalet.

## Personliga rekord
- Spjutkastning -89,16 meter från 1991 (med dagens spjut)